# Autópálya M6
Autópálya M6 (ungarisch für ‚Autobahn M6‘) ist eine Autobahn in Ungarn, die von Budapest aus nach Süden verläuft. Ihre Gesamtlänge beträgt 212 Kilometer.

## Verlauf
Sie verläuft im Zuge der Europastraße E73 von der M0 bei Budapest westlich parallel der Donau nach Süden bis nach Mohács in Südungarn, und weiter nach Osijek in Kroatien mit Anschluss an die Autobahn A5.
Der ungarische Name lautet M6 Duna, weil sie aufgrund ihrer Trassierung auch als Donauautobahn bezeichnet werden kann. Die M6 kreuzt in ihrem Verlauf die Autobahnen M8 und M9.

## Bau

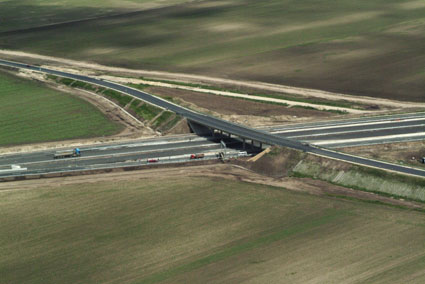
Luftaufnahme von der M6

Der Bau der Autobahn M6 von Érdi Tető nach Dunaújváros war das erste richtige Öffentlich-Private-Partnerschaftsmodell (PPP) bei einem Verkehrsinfrastrukturprojekt in Ungarn. Der Bau begann im Oktober 2004 und wurde im September 2006 beendet. Die Eröffnungsfeier fand am 11. Juni 2006 statt.
Am 31. März 2010 wurde nach nur 20 Monaten Bauzeit das Teilstück zwischen Dunaújváros und Szekszárd eröffnet. Dieses Teilstück wird als PPP betrieben. Private Partner sind die österreichische Autobahngesellschaft ASFINAG und die Porr, die die 75 Kilometer mit dem deutschen Unternehmen Bilfinger Berger gemeinsam gebaut hat. Die Kosten betrugen 520 Millionen Euro. Die Laufzeit des Konzessionsvertrages beträgt 30 Jahre.
Der M6-Abschnitt Nr. 4 (Szekszárd – Bóly/Mohács) und der M60-Abschnitt Bóly – Pécs (zusammen ca. 80 Kilometer) wurde in Form einer Public Private Partnership realisiert. Dabei wurde von einem Konsortium aus Österreich, Frankreich, Großbritannien und Ungarn mehr als 266,8 Milliarden Forint (1,048 Mrd. Euro) investiert. Die Baukosten dafür betrugen 600 Millionen Euro. Das Konsortium wird geleitet vom Baukonzern STRABAG SE, der mit 30 % beteiligt ist und die Hälfte des Bauauftrags übernimmt. Nach Angaben des ungarischen Verkehrsministeriums gehören weiters die französische Bouygues Travaux Publics, dessen Tochter, der französische Tiefbaukonzern Colas, die britische John Laing Infrastructure Ltd. und das ungarische Unternehmen Intertoll Europe. Weitere Partner mit Anteilen von jeweils über zehn Prozent sind Magyar Aszfalt, Colas Hungária  und Közgép.
Das Konsortium baute den Autobahn-Abschnitt im Rahmen eines PPP-Projektes und wird ihn 30 Jahre lang betreiben. Der Spatenstich erfolgte am 21. November 2007, die Fertigstellung war am 31. März 2010. Geplant wurden diese Abschnitte von Főmterv Zrt. und Roden. Am 29. Juni 2011 wurde von der ungarischen Regierung im vorläufigen Bedarfsplan der Weiterbau bis zur kroatischen Grenze trotz bestehenden Baurechts auf das Jahr 2018 verschoben.

## Realisierung
Als erster Teil wurde eine Strecke mit 54 Kilometer mit 2×2 Fahrbahnen von Érdi-tető bis Dunaújváros im Jahr 2006 in Betrieb genommen. Seit 31. März 2010 ist die M6 bis Bóly in Betrieb.

### Streckenfreigaben
| Abschnitt                                         | Länge   | Inbetriebnahme     |
| ------------------------------------------------- | ------- | ------------------ |
| Autobahnkreuz M0 – Érdi-tető                      | 7,7 km  | 23. September 2008 |
| Érdi-tető – Dunaújváros                           | 54,0 km | 11. Juni 2006      |
| Budakeszi – Szekszárd                             | 65,1 km | 31. März 2010      |
| Szekszárd – Bóly (Autobahnkreuz M60)              | 48,0 km | 31. März 2010      |
| Autobahnkreuz M60 – Kroatische Grenze (Ivándárda) | 19,0 km | geplant 2024       |

### Internationale Verknüpfung
Die Autobahn M6 gehört zum Paneuropäischen Verkehrskorridor Vc. Durch sie wird von Budapest aus über Osijek, Sarajevo und Ploče eine hochrangige Verbindung mit der Adria geschaffen werden.
- Im nordöstlichen Kroatien wird dazu die dortige Autobahn A5 in Richtung Osijek anschließen, die im weiteren Verlauf nach Süden die A3 kreuzt.
- In Bosnien-Herzegowina wird der Korridor durch die A1 in südlicher Richtung verlängert.
- Im kroatischen Süddalmatien endet diese Nord-Süd-Achse schließlich, wo sie als A10 zum Kreuz mit der A1 sowie zur Hafenstadt Ploče führen wird.

Somit besteht eine durchgehende Autobahnverbindung von Budapest über Sarajevo bis nach Dubrovnik an der Adria.

## Abschnitte als Europastraße
Folgende Europastraßen verlaufen entlang der Autópálya M6:
- E 73: Autobahnkreuz M0–kroatische Grenze

## Verkehrsaufkommen
Verbindung von Budapest am rechten Donauufer zwischen Pécs und der Kreisstadt Baranya im Süden
Durchschnittlicher täglicher Verkehr auf der Autobahn
| Abschnitt                                             | DTV    |
| ----------------------------------------------------- | ------ |
| Budapest (Kreuz M0 – Érd-észak)                       | 30.988 |
| Dunaújváros (Dunaújváros-észak – Dunaújváros-Centrum) | 21.427 |
| Szekszárd (Szedres – Szekszárd-észak)                 | 13.712 |
| Mohács (Palotabozsok – Kreuz M60)                     | 9.880  |

## Gebührenpflichtige Strecken
Die gesamte Autobahnstrecke vom Beginn an der M0 in Budapest bis zum derzeitigen Ausbauende am Übergang zur M60 bei Mohács ist sowohl für PKW als auch für LKW gebührenpflichtig. Dies wird sehr wahrscheinlich auch für die geplante Fortsetzung bis zur kroatischen Grenze gelten.

### Komitatsweite Vignette
Seit dem 1. Januar 2015 kann die Autobahn M6 mit einem nationalen E-Aufkleber oder den folgenden komitatsweit geltenden Vignetten benutzt werden:
| Komitat | Verwendbarer Abschnitt                                                    |
| ------- | ------------------------------------------------------------------------- |
| Pest    | ab Autobahnkreuz M0 (Barackos út) bis nach Ráckeresztúr (15 km – 34 km)   |
| Fejér   | ab Százhalombatta-észak bis nach Dunaföldvár-dél (25 km – 98 km)          |
| Tolna   | ab Autobahnkreuz M8 (Dunaújváros-dél) bis nach Pécsvárad (75 km – 173 km) |
| Baranya | ab Bátaszék bis nach Ivándárda-Grenzübergang (163 km – 212 km)            |